# Sophora lehmanni
Sophora lehmanni är en ärtväxtart som först beskrevs av Aleksandr Andrejevitj Bunge, och fick sitt nu gällande namn av Gennady Pavlovich Yakovlev. Sophora lehmanni ingår i släktet soforor, och familjen ärtväxter. Inga underarter finns listade i Catalogue of Life.